# Josef Jiříkovský
Josef Jiříkovský (4. února 1892, Praha – 10. listopadu 1950, Praha) byl český sochař a medailér.

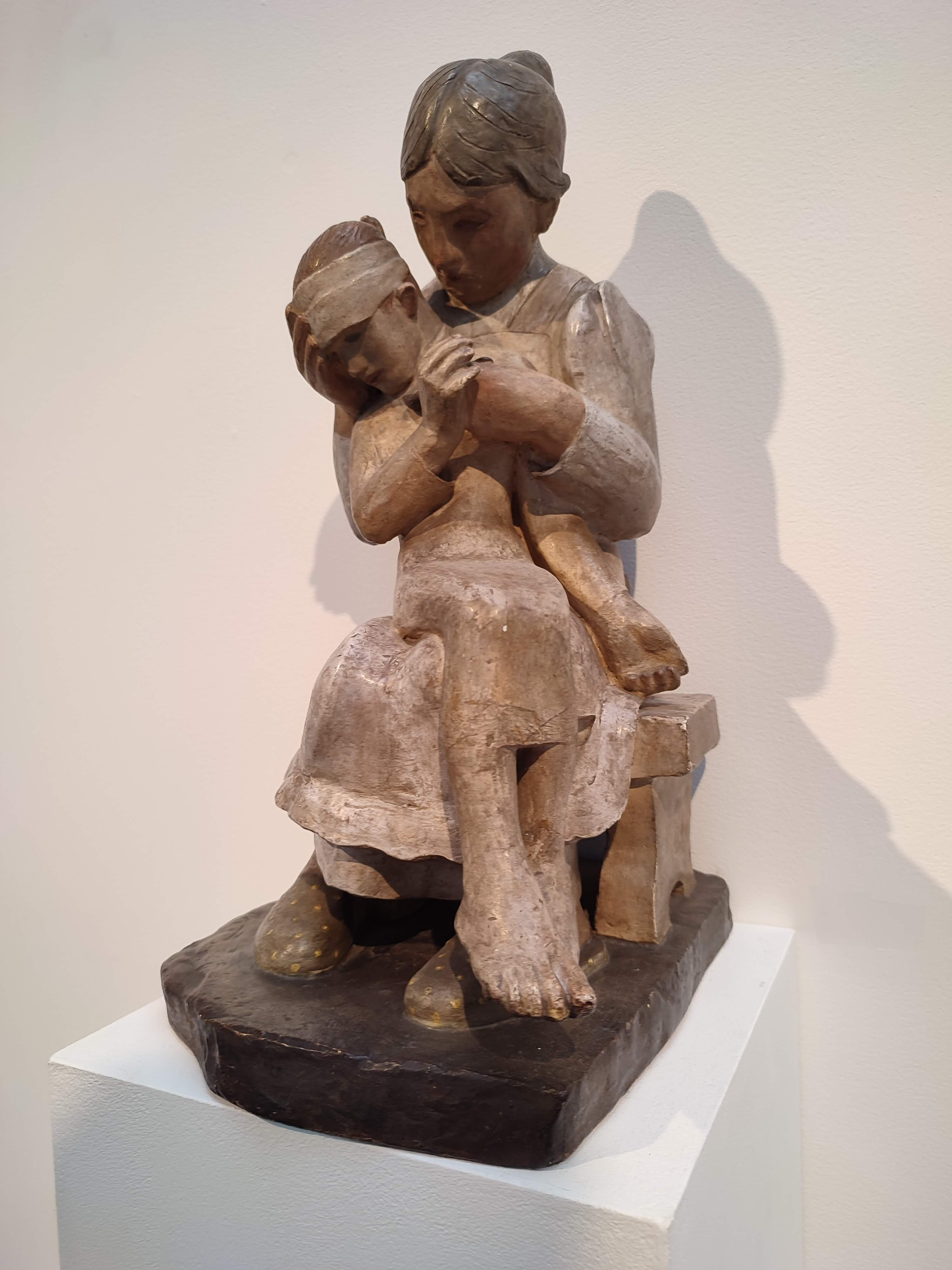
Josef Jiříkovský: Ošetřování nemocného, 1923

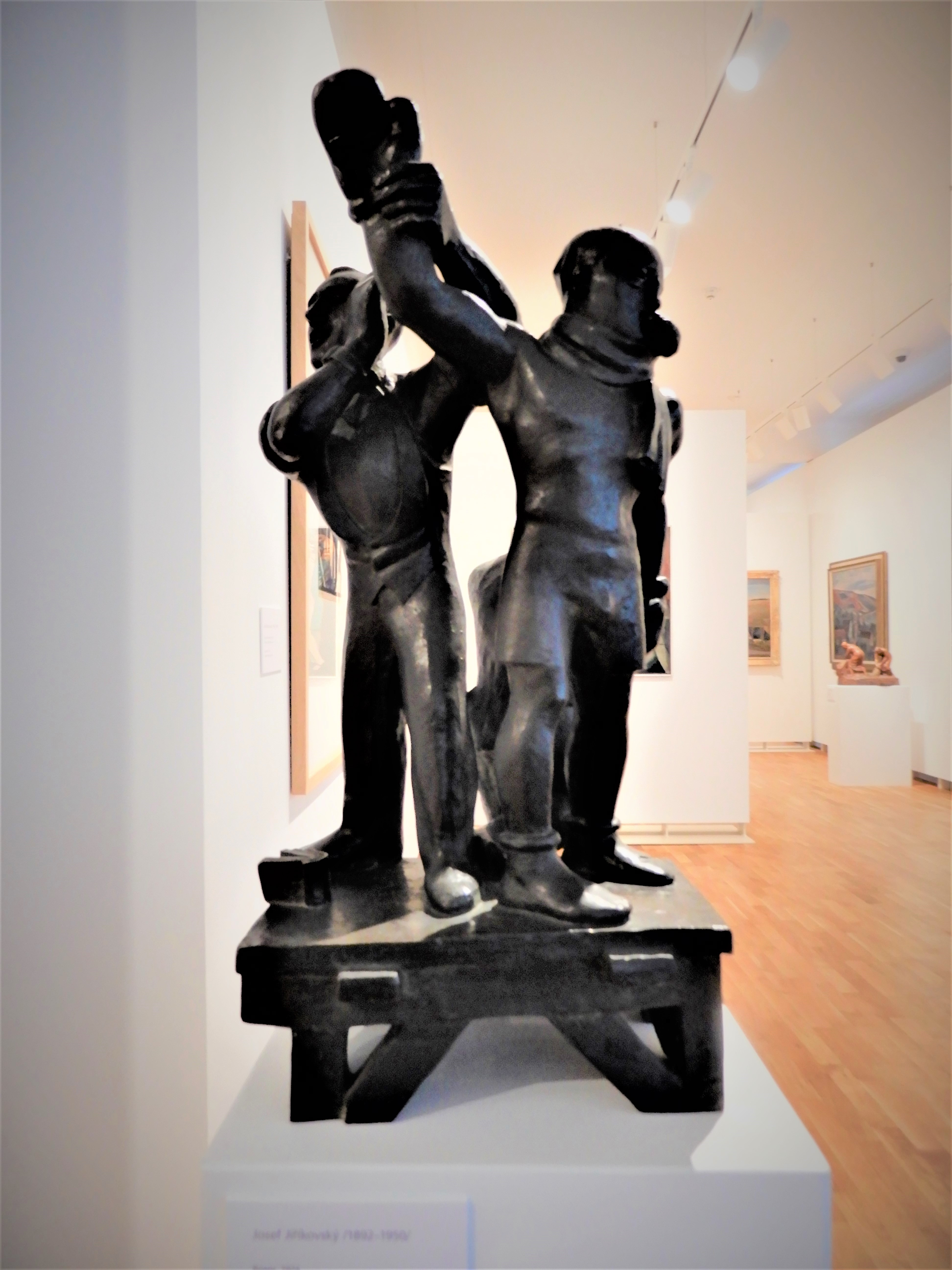
Josef Jiříkovský: Vítěz boxerského utkání, 20. léta 20. století; GMU Hradec Králové

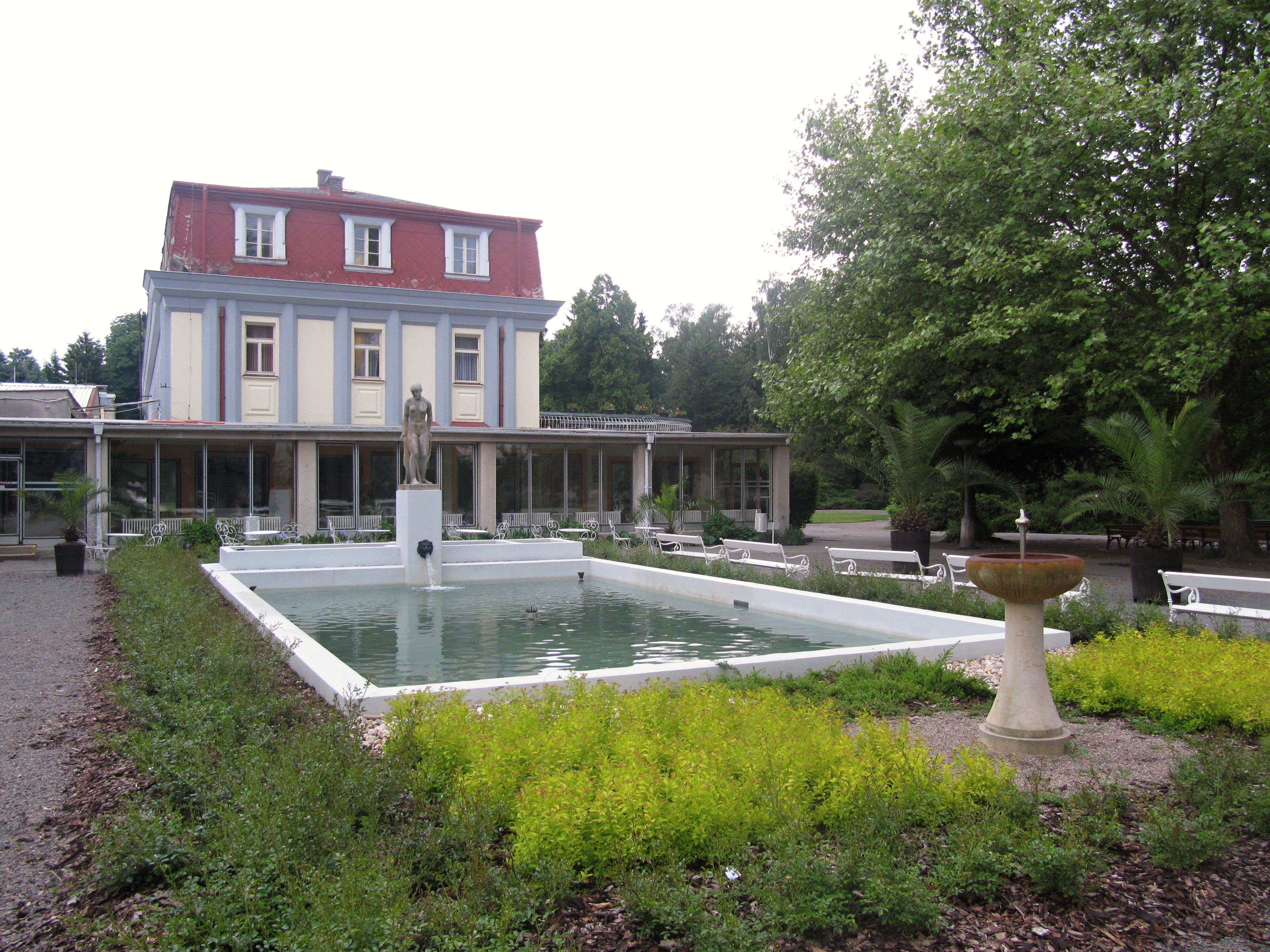
Josef Jiříkovský, Venuše, Lázně Bohdaneč

## Život
Josef Jiříkovský studoval sochařství na Uměleckoprůmyslové škole a v letech 1911 – 1914 na Akademii výtvarných umění v Praze u prof. Josefa Václava Myslbeka. Studia dokončil po válce v ateliéru Jana Štursy. Byl členem Devětsilu, Umělecké besedy a od roku 1924 SVU Mánes.
V roce 1948 byl členem Akčního výboru Svazu čs. výtvarných umělců.

## Dílo
Nejvýznamnějším tvůrčím obdobím Josefa Jiříkovského byla dvacátá léta 20. století, kdy byl ovlivněn civilismem. Je považován za spolutvůrce tzv. spirituálního realismu.

### Známá díla
- 1910 Žebrák (mramor), GMU v Roudnici nad Labem
- 1920 Republika (bronz), SGVU v Litoměřicích
- 1923 Stará služka
- 1923 Ošetřování nemocného, patinovaná sádra, Galerie umění Karlovy Vary
- 1924 Boxeři[3] (bronz), GMU v Hradci Králové
- 1926 Podobizna slečny M. G.
- 1929 Po koupeli
- 1929 Tenista (bronz), OG Liberec
- 1929 Tanečnice, Galerie hlavního města Prahy
- 1929 Akt (bronz), OGV v Jihlavě
- 1931 Podobizna otce, (Moderní galerie Království českého) Národní galerie
- 1932 Kráčející dívka
- 1943 Adam a Eva (bronz), GASK
- 1944 Ženský akt (bronz), GU Karlovy Vary
- poprsí: Augustin Berger, Ladislav Stroupežnický, (bronz), Národní divadlo[4]

### Realizace v architektuře
- 1926 Reliéf na budově bývalé Tabákové režie, Slezská 9, Praha - Vinohrady
- 1929 Venuše u bazénu, lázně Bohdaneč
- Hrobka konsula Dr Bartošovského
- Sochy pro Palác Ministerstva průmyslu, obchodu a živností a Patentního úřadu, Praha

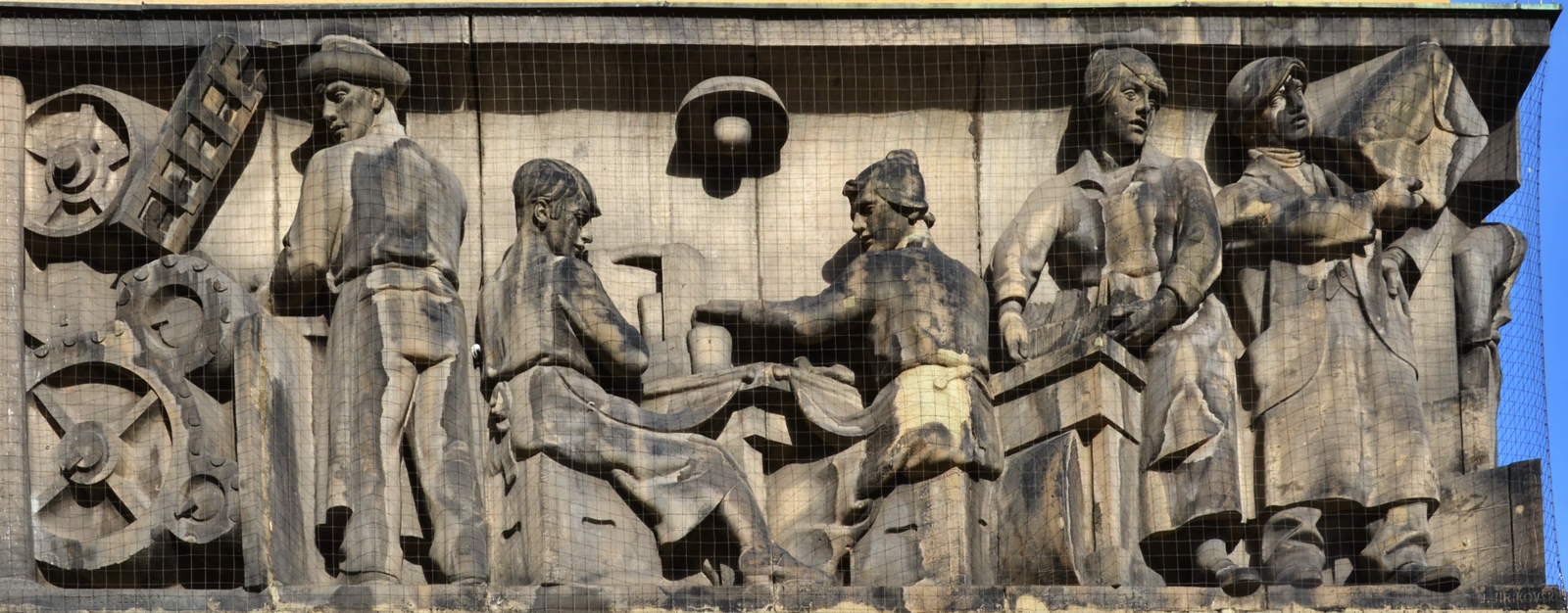
Josef Jiříkovský, hlavní reliéf na budově Tabákové režie, Slezská 9, Praha
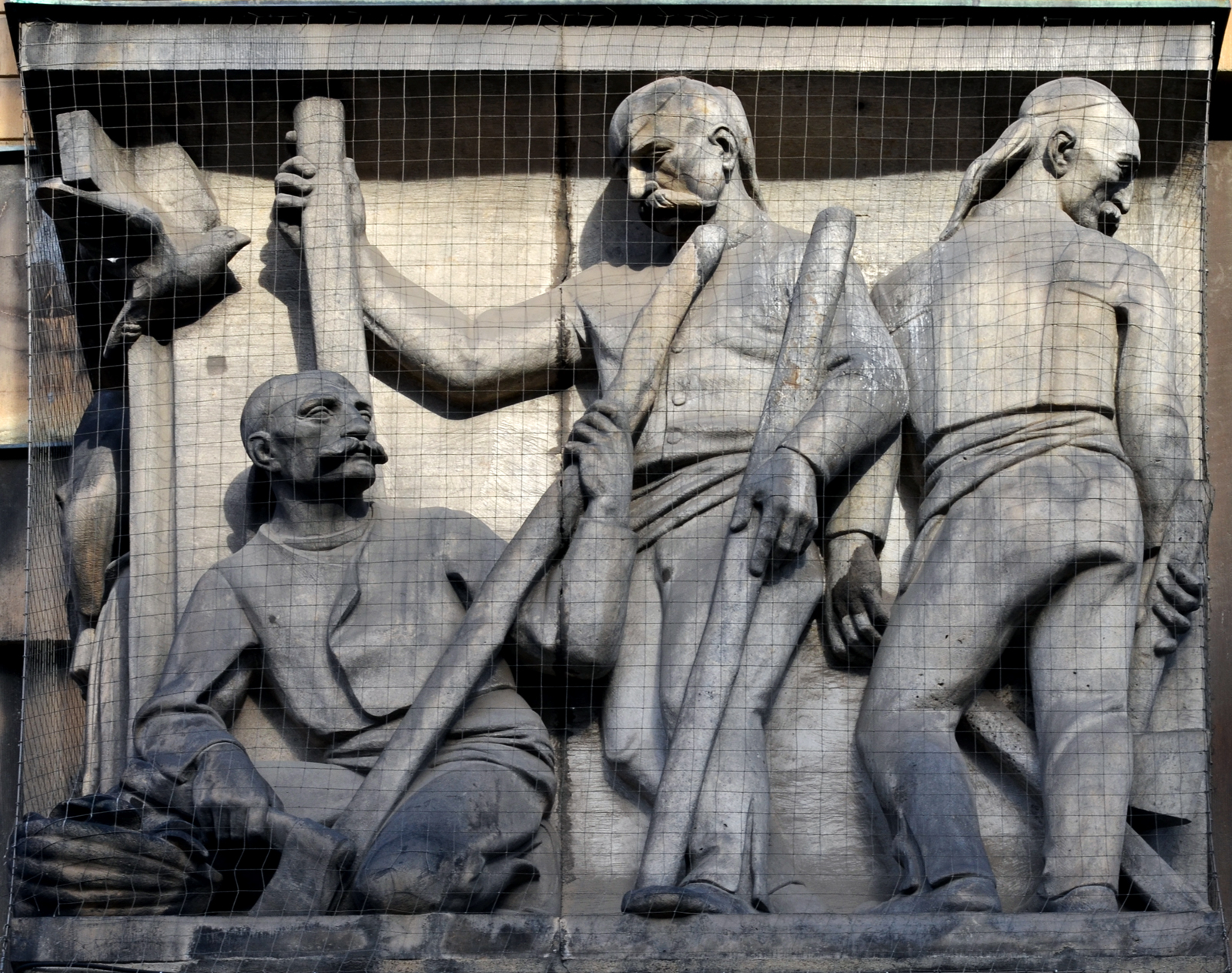
L nárožní-reliéf, budova Tabákové režie, Praha
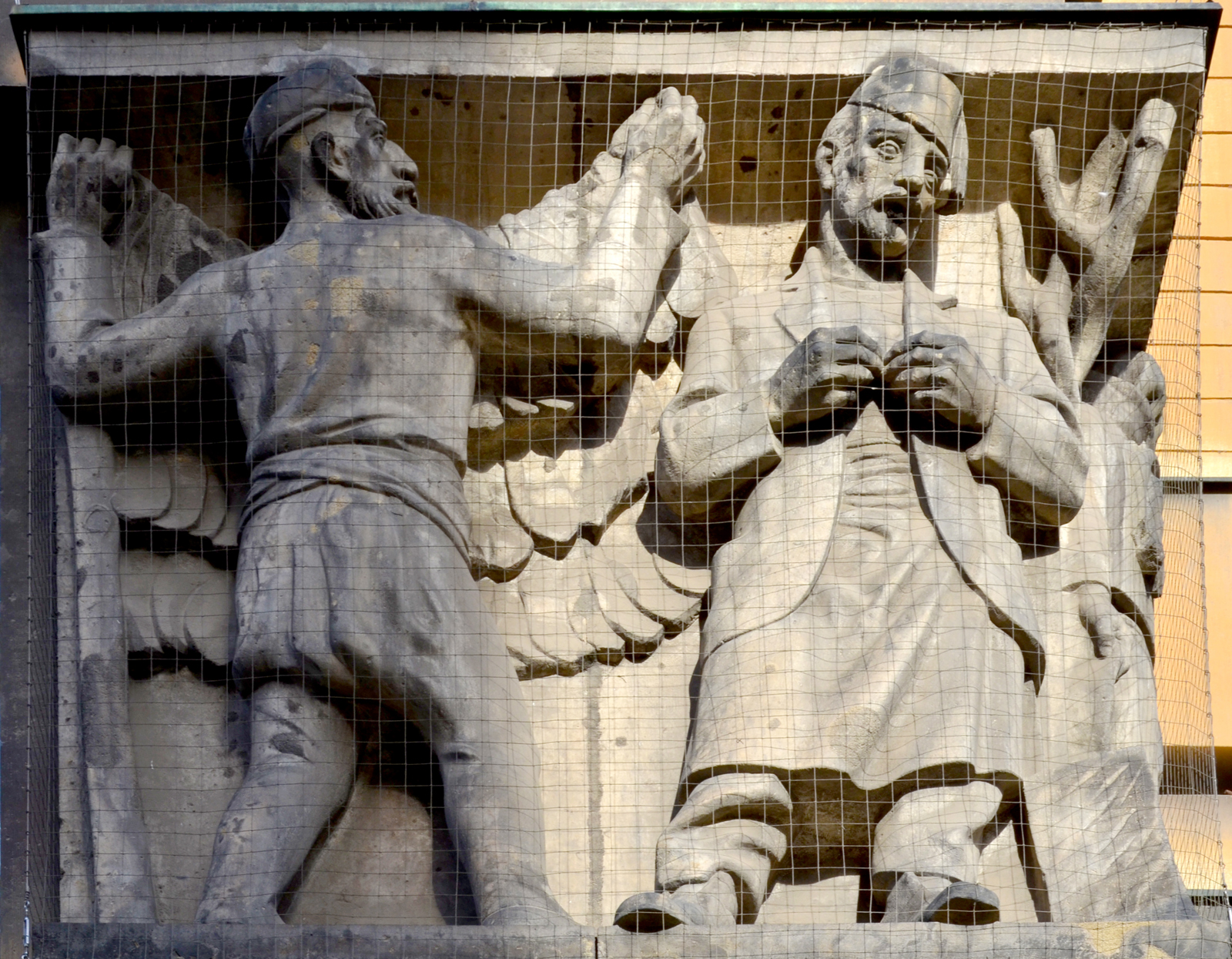
P nárožní reliéf na budově Tabákové režie, Praha
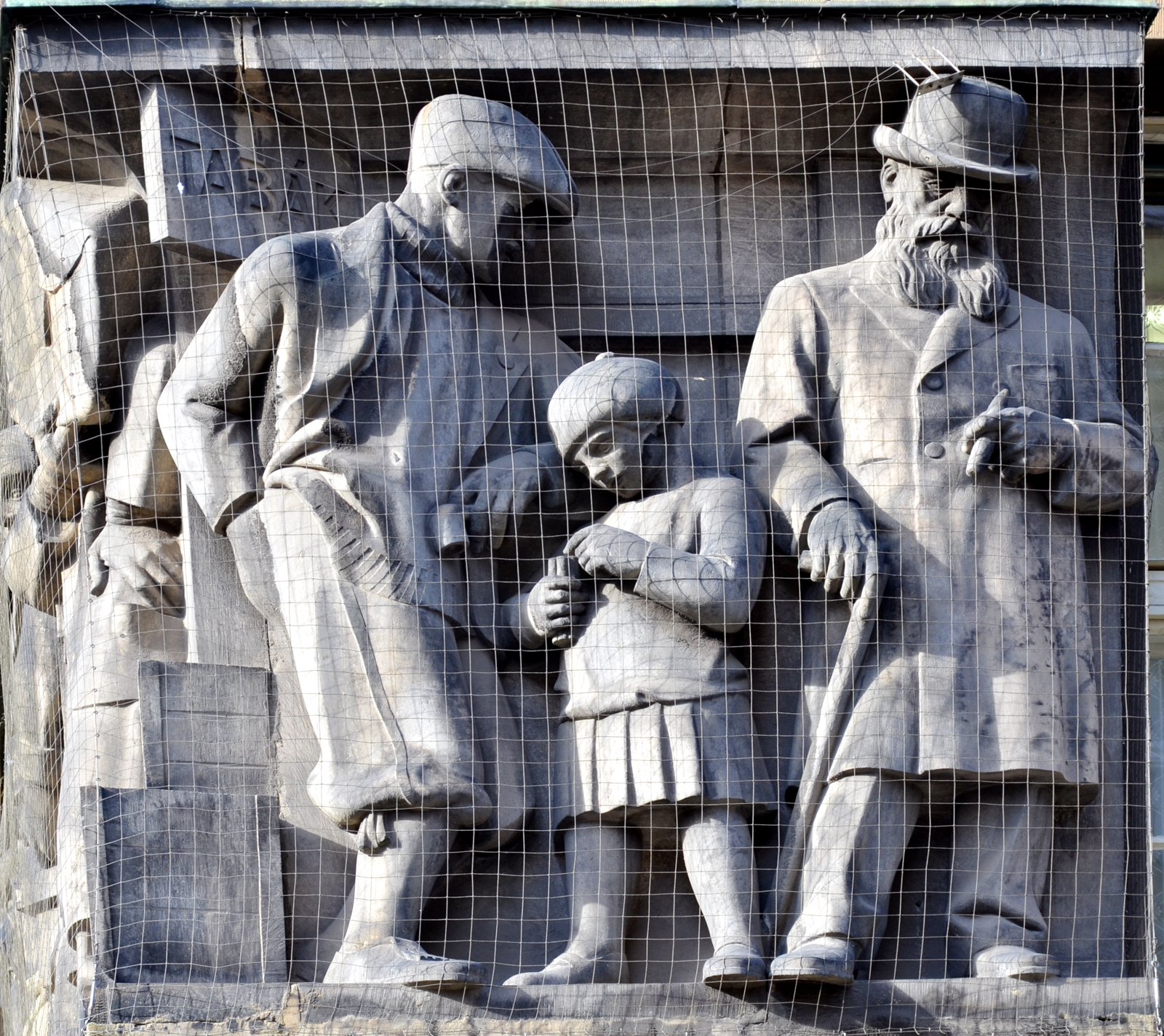
P nárožní reliéf II na budově Tabákové režie, Praha
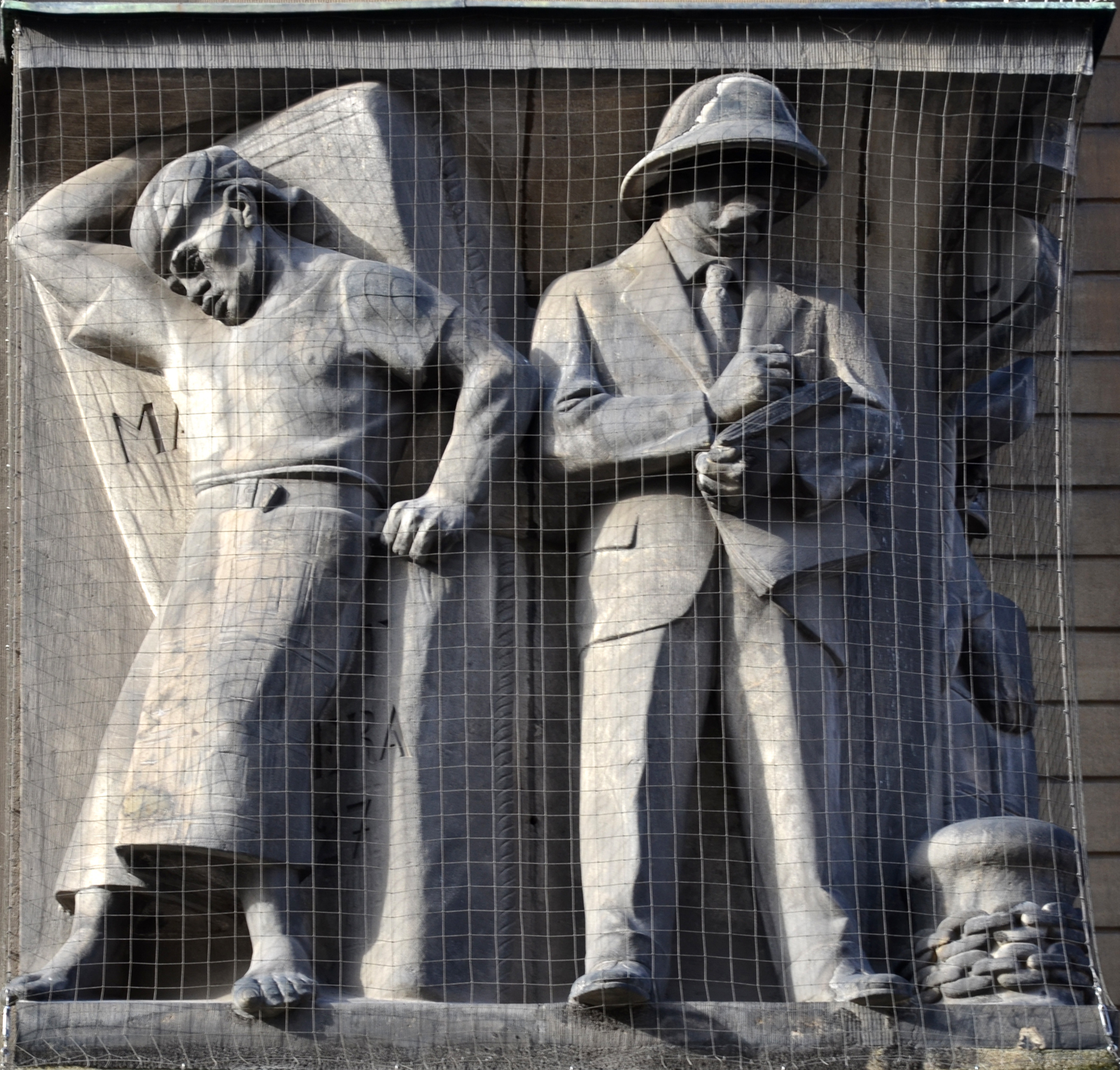
reliéf na budově Tabákové režie, Sázavská ulice, Praha

### Zastoupení ve sbírkách
- Národní galerie v Praze
- Galerie hlavního města Prahy
- Galerie moderního umění v Roudnici nad Labem
- Galerie moderního umění v Hradci Králové
- Severočeská galerie výtvarného umění v Litoměřicích
- Oblastní galerie v Liberci
- Galerie umění Karlovy Vary
- Galerie Středočeského kraje v Kutné Hoře
- Galerie výtvarného umění v Ostravě
- Oblastní galerie Vysočiny v Jihlavě

### Výstavy (výběr)
- 1928	Československé výtvarné umění 1918 - 1928, Brno
- 1930 Sto let českého umění 1830-1930, Mánes, Praha
- 1946 České moderní sochařství od Gutfreunda k Wagnerovi, Galerie Jos. R. Vilímek, Praha
- 1983 Czech Sculpture: 1867-1937, National Museum Wales, Cardiff
- 1987 	S.V.U. Mánes: Výstava k 100. výročí založení, Mánes, Praha